# Saint-Sauveur-la-Vallée
Saint-Sauveur-la-Vallée korábbi község Franciaországban, Lot megyében. Lakosainak száma 53 fő (2018. január 1.). Saint-Sauveur-la-Vallée Lamothe-Cassel, Les Pechs-du-Vers, Saint-Martin-de-Vers, Soulomès és Labastide-Murat községekkel határos.
2016. január 1-jén négy másik korábbi községgel egyesült és az így létrejött Cœur de Causse új község része lett.

## Népesség
A település népessége az elmúlt években az alábbi módon változott:
| Lakosok száma | 90   | 83   | 68   | 46   | 39   | 58   | 42   | 42   | 57   | 53   |
|               | 1962 | 1968 | 1982 | 1990 | 1999 | 2008 | 2011 | 2013 | 2017 | 2018 |